# Апотезис
Апотезис или апофига е архитектурен елемент на античния храм. Представлява малък вдлъбнат профил във формата на 1/4 окръжност, поставен между между колоната и капитела. Обърнат апотезис се нарича афезис.